# Правило пяти секунд
Пра́вило пяти́ секу́нд — стереотипная концепция, утверждающая возможность безопасного употребления продуктов, упавших на пол и загрязнённых по логике произошедшего события.
Поговорка «Five-second rule!», как правило, произносится с иронией или в шутку. Русский вариант поговорки — «Быстро поднятое упавшим не считается!».
Гигиеничность употребления поднятой еды, в общем, и правило пяти секунд, в частности, неоднократно проверялись энтузиастами, в том числе, студентами и учеными, на серьезной научной основе. Всеми было отмечено, что на инфицируемость упавшей еды влияет множество факторов — характер, материал и чистота поверхности, особенности еды, но время экспозиции (если речь идет не о минутах и часах) имеет на результат наименьшее влияние.

## «Правило» о пище
«Правило» применяется к твёрдой пище наподобие печенья, которое упало на землю или на пол; оно утверждает, что любые микробы, которые смогут перейти на упавшую пищу в течение нескольких секунд, будут в столь малом количестве, что легко разрушатся желудочной кислотой и не причинят вреда организму.

### Идиомы
По всему миру существует множество идиоматических выражений, связанных с риском употребления пищи, подвергнутой загрязнению. Вот некоторые примеры:
- Больше грязи, шире морда.
- То, что быстренько поднял, то как будто не ронял.
- Что недолго лежало, совсем не упало!
- Быстро поднятое не считается упавшим.
- Что упало у студента (варианты: у солдата, у кадета, у военных) — то упало на газету (варианты: то упало на бумажку).
- Хорошо, что на бумажку!
- Неорганика стерильна, органика переварится.
- В лесу каждая соринка — витаминка.
- В лесу грязи нет — в лесу одни витамины.
- На природе всё стерильно!
- Раз, два, три — микробы не зашли.
- Не поваляешь — не поешь.
- Всё полезно, что в рот полезло.
- Микроб не дурак — в грязь не полезет.
- Min ma joqtolx, isemmen (с мальт. — «Что тебя не прикончит, то пойдёт на жирование»).
- Quel che non strozza, ingrassa (с итал. — «То, что не задушит, будет способствовать откармливанию»).
- Dreck reinigt den Magen (с нем. — «Грязь очищает желудок»).
- Zand schuurt de maag (с нидерл. — «Песок чистит желудок»).

### Исследования
На сегодняшний день исследователями правило признаётся фейком.
Изучение «правила» было выполнено в 2003 году выпускницей средней школы Джиллиан Кларк во время практики в Иллинойсском университете под контролем Мередит Агли. Во время эксперимента были отобраны пробы путём смывов с полов на территории кампуса: в лаборатории, общежитии, кафетерии. В результате изучения полученных образцов под микроскопом выяснилось, что те не содержат значимых количеств бактерий. При повторном проведении эксперимента были получены такие же результаты, что позволило сделать вывод о сравнительной безопасности сухих полов для употребления подобранной с них пищи.
Кларк также проверила гипотезу в случае заранее известного бактериального загрязнения пола. В лаборатории на гладкие и шероховатые плитки для настила пола была в определённом количестве нанесена культура кишечной палочки. На эти плитки на различное время помещались образцы — кусочки печенья и конфеты, которые затем подвергались микроскопическому исследованию. На всех пробах бактерии обнаруживались в значимых количествах спустя менее чем несколько секунд. Таким образом, «правило» было научно опровергнуто.
В ходе исследования Джиллиан Кларк также провела опрос общественного мнения о правиле «быстро поднятое не считается упавшим», в результате которого выяснилось, что 70 % женщин и 56 % мужчин знакомы с ним, и большинство руководствовалось именно этим «правилом», принимая решение съесть упавшую на пол пищу. Кроме того, ей удалось выяснить, что женщинами «правило» применяется чаще, чем мужчинами, а также то, что упавшее печенье и сладости становятся объектом его применения чаще, чем брокколи или цветная капуста.
Работа Кларк в 2004 году была удостоена Шнобелевской премии по здравоохранению.
Также «правило» фигурирует в одном из эпизодов сериала «Разрушители легенд» канала «Дискавери». Результаты проведённых ими экспериментов подтвердили изыскания Кларк: время воздействия не является определяющим фактором для бактериального загрязнения пищи и даже 2 секунды — более чем достаточно для её заражения.
Одна из последних исследовательских работ на тему «правила» датируется 2016 годом, она была выполнена специалистами из Университета штата Нью-Джерси, соответствующая статья опубликована в журнале Applied and Environmental Microbiology. В целом работа опровергает существование «правила пяти секунд», однако отмечается, что скорость перехода бактерий с покрытия пола на упавшую еду варьируется для различных видов еды и типов покрытия, и в ряде комбинаций употребление упавшей еды может считаться относительно безопасным.
В исследовании, опубликованном в 2017 году, профессор Астонского университета в Бирмингеме Энтони Хилтон подтвердил обоснованность данного «правила». Он заявил: «Очевидно, что если на еде видна грязь, то её нельзя принимать в пищу. Но наука показывает, что если видимых признаков загрязнения нет, то шанс попадания на еду вредоносных бактерии за те несколько секунд, что она лежала на полу, очень мал».